# Pleurophorus besucheti
Pleurophorus besucheti är en skalbaggsart som beskrevs av Riccardo Pittino och Mario Mariani 1986. Pleurophorus besucheti ingår i släktet Pleurophorus och familjen Aphodiidae. Inga underarter finns listade i Catalogue of Life.